# Fire and the Flood
"Fire and the Flood" là đĩa đơn của ca sĩ-nhà viết nhạc người Úc Vance Joy, được đưa vào phiên bản cao cấp của album phòng thu đầu tay của nam ca sĩ, Dream Your Life Away (2014). 
Bài hát phát hành vào ngày 24 tháng 7 năm 2015 và leo lên vị trí quán quân bảng xếp hạng ARIA dành cho nghệ sĩ Úc, Australian Singles Chart.

## Bối cảnh
Joy viết bài hát vào tháng 2 năm 2015 và thu âm nó tại Los Angeles. Joy giải thích: "Đôi lúc những phần của bài hát lại đến cùng nhau. Tôi viết bản ghi-ta luyến láy này kết thúc bằng tiếng sừng, và chỉ một phần nhỏ lời bài hát chạy trong đầu tôi... Khi chúng tôi thu âm nó, tôi có cảm tưởng như đây là một bài hát tuyệt vời, vậy nên chúng tôi quyết định phát hành thành đĩa đơn."

## Video âm nhạc
Video âm nhạc được đạo diễn bởi Hayley Young và ra mắt vào ngày 22 tháng 7 năm 2015.
Video lấy bối cảnh Joy ngồi xuống thùng của máy ghi hình, trong khi một số cảnh kịch tính diễn ra ở xung quanh.

## Danh sách và thứ tự các bài hát
| Tải kỹ thuật số | Tải kỹ thuật số      | Tải kỹ thuật số |
| STT             | Nhan đề              | Thời lượng      |
| --------------- | -------------------- | --------------- |
| 1.              | "Fire and the Flood" | 4:09            |

## Xếp hạng

### Xếp hạng tuần
| Bảng xếp hạng (2015)                 | Vị trí cao nhất |
| ------------------------------------ | --------------- |
| Úc (ARIA)                            | 6               |
| Canada (Canadian Hot 100)            | 67              |
| Hoa Kỳ Alternative Songs (Billboard) | 6               |
| Hoa Kỳ Hot Rock Songs (Billboard)    | 16              |
| Hoa Kỳ Rock Airplay (Billboard)      | 9               |

## Chứng nhận
| Quốc gia                                                                           | Chứng nhận | Số đơn vị/doanh số chứng nhận |
| ---------------------------------------------------------------------------------- | ---------- | ----------------------------- |
| Úc (ARIA)                                                                          | Bạch kim   | 70.000^                       |
| * Chứng nhận dựa theo doanh số tiêu thụ. ^ Chứng nhận dựa theo doanh số nhập hàng. |            |                               |